# Pedro Janot
Pedro Janot es un ejecutivo brasileño. Ejecutivo de varias empresas, fue CEO de la multinacional Zara en Brasil. Más adelante fue responsable de la línea aérea brasileña Azul.

## Biografía
Pedro Barcellos Janot Marinho está formado por la Universidad Cândido Mendes en Administración de Empresas y es posgrado por la PUC-RJ. Posee un título MBA por el Ibmec. En 2012, un accidente a caballo le provocó graves lesiones medulares, a consecuencia de las cuales padece tetraplejia.

## Carrera
Pedro Janot comenzó la carrera como comprador de la Mesbla, una experiencia que le rindió una indicación para formar parte de un nuevo momento de las Tiendas Americanas. Allá, fue uno de los responsables por la estrategia de folletos, una novedad en la época. Esos suplementos llegaban por periódicos a la casa de los consumidores que deberían encontrar en las tiendas todo material anunciado. Esa performance en la coordinación logística rindió a Pedro Janot una indicación para un cargo de dirección en Richard. En la empresa, Pedro condujo el turnover y el proyecto de franquicias. Su atención con los operarios y clientes, le colocó al frente del concursado cargo para primer CEO de Zara en Brasil. Estuvo al frente de la empresa desde 1998 a 2007.
Después de un rápido paso por el grupo Pão de Açúcar, Pedro Janot fue seleccionado para un nuevo desafío: ser presidente de la primera compañía aérea low cost del país. La nueva línea aérea de bajo coste, Azul, creada por el estadounidense David Neeleman, el mismo de la Jet Blue, conquistó pronto el 23% del mercado, en pocos años.

## Accidente
Alejado del cargo, después del accidente que lo dejó temporalmente sin movimientos en las piernas y brazos, mientras se recupera, Pedro Janot repasa sus conocimientos de gestión, liderazgo e innovación en charlas, ministradas por todo país. Actualmente, Janot está al mando de Contravento, una consultoría que trabaja en la mejora de los procesos de la moda.

## Publicaciones
En 2014, lanzó el libro que cuenta la historia de la línea aérea Azul: Maestro de Vuelo, por la editora Manole, con redacción de Edvaldo Pereira Lima.